# 會計學系
會計學系簡稱會計系，是一個隸屬於商學院的科系，以培養會計方面專業人才、企業財務主管，和提升社會會計人才素質為目標。會計學系主要的專業科目為會計學。由會計系畢業的學生可擔任會計師、證券分析師、內部稽核師、風險管理師、財務管理、企業管理、會計專業、教學等相關工作。